# La gloria de mi padre (película)
La gloria de mi padre (La Gloire de mon père) es una película francesa de 1990 dirigida por Yves Robert y basada en la autobiografía del académico de la lengua francesa Marcel Pagnol. 

## Argumento
Marcel y su familia deciden pasar juntos en la Provenza francesa sus vacaciones, en lo que será para él un verano inolvidable. Allí conocerá a un niño de la zona que le mostrará los secretos de las colinas. 
- Datos: Q905959